# Nationale Ontwikkelings Partij
De Nationale Ontwikkelings Partij (NOP) is een politieke partij in Suriname.

## Geschiedenis
De NOP deed tijdens de verkiezingen van 2010 mee als onderdeel van de alliantie BVD/PVF Combinatie. Tijdens de verkiezingen verloren de BVD en de PVF al hun zetels, noch was werd een zetel binnengehaald door de NOP. Twee weken na de verkiezingen viel de alliantie uit elkaar.
Tweeënhalve maand voor de verkiezingen van 2015 was er een leiderschapcrisis binnen de NOP, waarbij zowel Melvin Clemens als Hynes Landveld claimde de voorzitter te zijn. Daarnaast was er sprake van een richtingenstrijd. Landveld wilde samenwerken in de alliantie Mega Front en had begin maart daar een intentieverklaring voor getekend. Clemens wilde daarentegen met de alliantie A Nyun Combinatie in zee. Op 10 maart hakte de rechter de knoop door in het geschil en bepaalde dat Melvin Clemens de rechtmatige voorzitter was. Landveld vertrok daarna met zijn achterban naar De Nieuwe Leeuw, die wel deel uitmaakte van Mega Front.
De NOP ging daarna zelfstandig de verkiezingen in. Ondanks de drempel van minimaal 5300 leden die een partij moet aantonen, behaalde de NOP slechts 395 stemmen tijdens de verkiezingen waarmee het uitgesloten was voor een zetel in De Nationale Assemblée.
Tijdens een partijraad in oktober 2020 werd Melvin Clemens als voorzitter afgezet en opgevolgd door Frans Palisie.